# Centre Parroquial (Monistrol de Calders)
El Centre Parroquial és un edifici singular en el context del poble de Monistrol de Calders (el Moianès). La façana fou construïda el 1934 per Josep Pla, anomenat «el Farràs», un mestre d'obres admirador de les construccions àrabs, que també va treballar al mas de la Païssa, també de Monistrol. L'edifici acull avui la sala de teatre. Originàriament havia estat l'escola parroquial. Més tard havia acollit el cinema, i en l'actualitat serveix de teatre.
És una construcció entre mitgera que té interès per la façana d'inspiració moresca. És un edifici de dues plantes, amb una façana amb composició simètrica: tres portals als baixos -el del mig una mica més gran-, amb arcs de ferradura i, al pis superior, tres obertures amb arcs escarsers. Totes les obertures estan emmarcades amb maó. La finestra del mig té una petita balustrada.